# Saint-Maurice-sur-Aveyron
Saint-Maurice-sur-Aveyron és un municipi francès, situat al departament del Loiret i a la regió de Centre – Vall del Loira. L'any 2007 tenia 861 habitants.

## Demografia

### Població
El 2007 la població de fet de Saint-Maurice-sur-Aveyron era de 861 persones. Hi havia 348 famílies, de les quals 92 eren unipersonals (48 homes vivint sols i 44 dones vivint soles), 128 parelles sense fills, 96 parelles amb fills i 32 famílies monoparentals amb fills.
La població ha evolucionat segons el següent gràfic:
Habitants censats

### Habitatges
El 2007 hi havia 550 habitatges, 361 eren l'habitatge principal de la família, 147 eren segones residències i 43 estaven desocupats. 532 eren cases i 15 eren apartaments. Dels 361 habitatges principals, 274 estaven ocupats pels seus propietaris, 81 estaven llogats i ocupats pels llogaters i 5 estaven cedits a títol gratuït; 1 tenia una cambra, 29 en tenien dues, 80 en tenien tres, 96 en tenien quatre i 154 en tenien cinc o més. 291 habitatges disposaven pel capbaix d'una plaça de pàrquing. A 183 habitatges hi havia un automòbil i a 137 n'hi havia dos o més.

### Piràmide de població
La piràmide de població per edats i sexe el 2009 era:
| Homes | Edats   | Dones |
| ----- | ------- | ----- |
| 0     | 95 o +  | 4     |
| 0     | 90 a 94 | 16    |
| 4     | 85 a 89 | 24    |
| 4     | 80 a 84 | 8     |
| 28    | 75 a 79 | 8     |
| 12    | 70 a 74 | 32    |
| 44    | 65 a 69 | 32    |
| 16    | 60 a 64 | 32    |
| 20    | 55 a 59 | 20    |
| 16    | 50 a 54 | 24    |
| 40    | 45 a 49 | 28    |
| 20    | 40 a 44 | 20    |
| 28    | 35 a 39 | 36    |
| 32    | 30 a 34 | 16    |
| 8     | 25 a 29 | 12    |
| 28    | 20 a 24 | 12    |
| 16    | 15 a 19 | 24    |
| 32    | 10 a 14 | 32    |
| 20    | 5 a 9   | 28    |
| 24    | 0 a 4   | 12    |

## Economia
El 2007 la població en edat de treballar era de 515 persones, 374 eren actives i 141 eren inactives. De les 374 persones actives 338 estaven ocupades (187 homes i 151 dones) i 36 estaven aturades (17 homes i 19 dones). De les 141 persones inactives 44 estaven jubilades, 35 estaven estudiant i 62 estaven classificades com a «altres inactius».

### Ingressos
El 2009 a Saint-Maurice-sur-Aveyron hi havia 380 unitats fiscals que integraven 877 persones, la mediana anual d'ingressos fiscals per persona era de 16.566 €.

### Activitats econòmiques
Dels 42 establiments que hi havia el 2007, 1 era d'una empresa extractiva, 1 d'una empresa alimentària, 2 d'empreses de fabricació d'altres productes industrials, 8 d'empreses de construcció, 10 d'empreses de comerç i reparació d'automòbils, 3 d'empreses de transport, 3 d'empreses d'hostatgeria i restauració, 2 d'empreses d'informació i comunicació, 5 d'empreses de serveis, 3 d'entitats de l'administració pública i 4 d'empreses classificades com a «altres activitats de serveis».
Dels 12 establiments de servei als particulars que hi havia el 2009, 2 eren tallers de reparació d'automòbils i de material agrícola, 1 paleta, 2 guixaires pintors, 1 fusteria, 3 electricistes, 1 empresa de construcció, 1 perruqueria i 1 restaurant.
Dels 4 establiments comercials que hi havia el 2009, 1 era una botiga de més de 120 m², 1 una botiga de menys de 120 m² i 2 carnisseries.
L'any 2000 a Saint-Maurice-sur-Aveyron hi havia 35 explotacions agrícoles que ocupaven un total de 4.064 hectàrees.

## Equipaments sanitaris i escolars
El 2009 hi havia una escola elemental.

## Poblacions més properes
El següent diagrama mostra les poblacions més properes.